# 蔦紅葉宇都谷峠

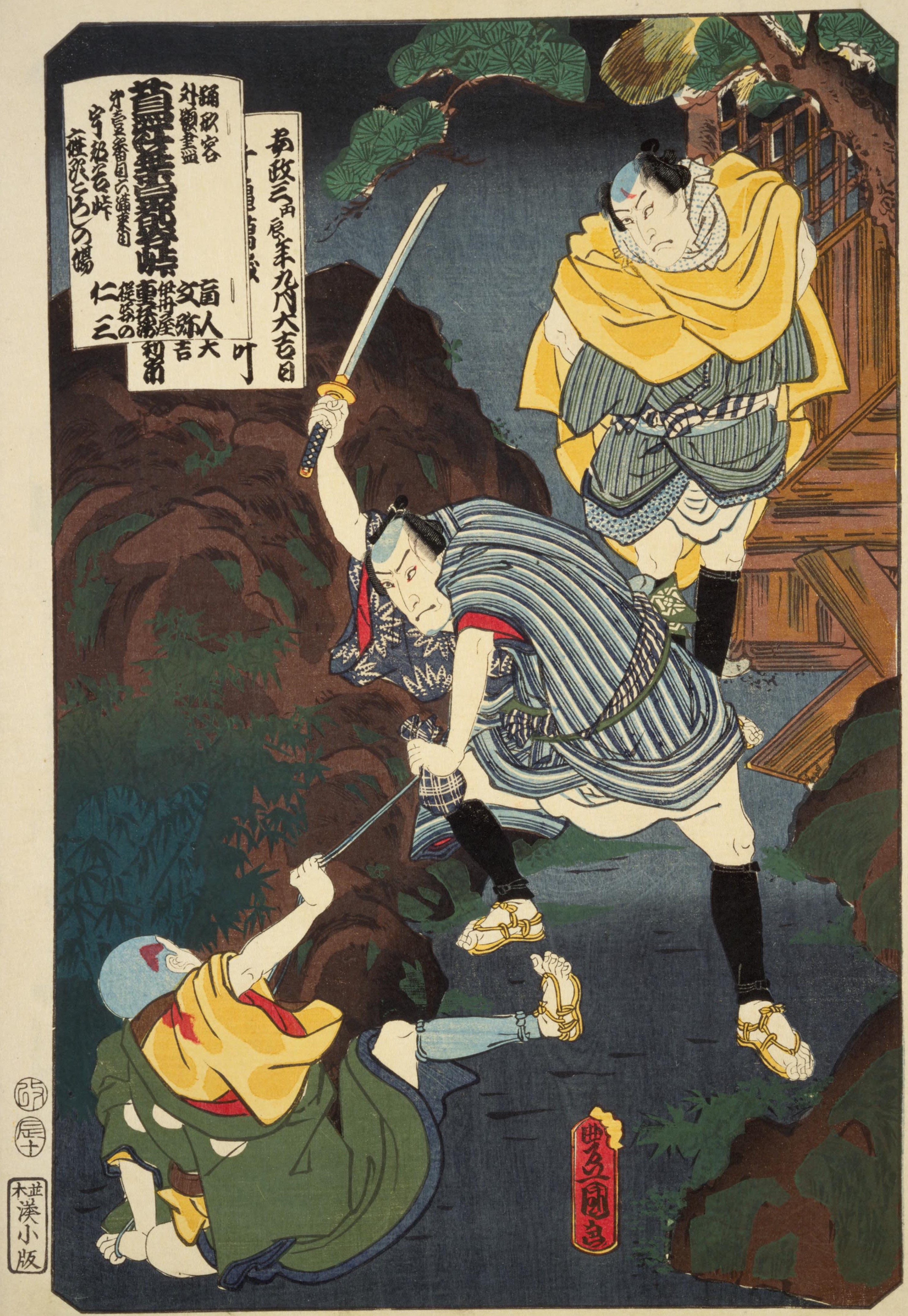
初演時の錦絵（歌川国貞作）十兵衛（初代坂東亀蔵）仁三（四代目市川小団次)

『蔦紅葉宇都谷峠』（つたもみじ うつのや とうげ）は、歌舞伎の演目。安政3年 (1856) 江戸 市村座で初演。『文弥殺し』（ぶんや ごろし）、または『宇都谷峠』（うつのや とうげ）の通称で知られる。

## 概要
『蔦紅葉宇都谷峠』は金原亭馬生の人情噺を原案として二代目河竹新七（黙阿弥）が書いた世話物で、黙阿弥はこれを四代目市川小團次に当て書き下ろしている。「因果同士の悪縁が、殺すところも宇都谷峠、しがらむ蔦の細道で、血汐の紅葉血の涙、この引明けが命の終わり、許してくだされ文弥殿」の名科白で有名になった作品である。「許してくだされ何々殿」は当時の流行語にもなった。
全五幕一場からなるこの狂言は、初演時には既に確立されていた少なくとも三つの「世界」のなかで物語が展開する。
- 『浮世柄比翼稲妻』（鞘当 さやあて）の「佐々木家のお家騒動」の世界
- 『国姓爺姿写真鏡』（古今彦惣 こきん ひこぞう）「傾城古今と黒木屋彦惣の情話」の世界
- 『大岡政談』の「白木屋お熊事件」の世界

このうち「鞘当」と「古今彦惣」はともに四代目鶴屋南北作の歌舞伎狂言、「白木屋お熊」は享保27年 (1727) に実際におきた殺人未遂事件である。
按摩文弥（あんま ぶんや）と堤婆の仁三（だいばの にさ）という、性格も素性もまったく異なる二人の人物が主人公。物語は冗長で、非常に複雑な筋立てになっているうえ、黙阿弥はこの狂言を四代目小團次が二役早変わりで勤めるように書いている。このため初演以後は通し狂言として上演されることがまったくなく、文弥と十兵衛のからみがある序幕と大詰めの部分のみが上演されてきた。昭和44年 (1969) 7月、国立劇場で十七代目中村勘三郎の文弥・仁三で通し狂言が復活上演されたのが、今日までその唯一の例外となっている。

## あらすじ
貧しい家の娘、お菊は弟の文弥が幼い頃、石の上に誤って落としてしまい失明させてしまう。その償いにお菊は吉原へ身売りして、作った百両の大金を文弥にもたせ、京へ上らせて座頭の官位を取らせようとする。
途中の鞠子宿で胡麻の灰、提婆の仁三は文弥の大金を狙うが、同宿の伊丹屋十兵衛に取り押さえられる。文弥と十兵衛が宇都谷峠まで来たところで、十兵衛は初めて大金のことを知り、自分の主人のために借金を申し入れするが断られてしまう。一度は考えを改めた十兵衛だったが、結局は文弥を殺して金を奪ってしまう。だが、その一部始終を見ていたのが辻堂に身をひそませていた仁三であった。
実は十兵衛の主人尾花六郎左衛門と文弥の父小兵衛はお家騒動をめぐる旧敵同士。しかも、十兵衛の借金はもとはと言えばお家騒動に絡む金子であった。そんな因果関係をも知らず、十兵衛は百両を元手に江戸で居酒屋を開くが、座頭の亡霊が十兵衛とその妻を悩ませるようになり、さらに落とした煙草入れをネタにして提婆の仁三によるゆすりが始まる。十兵衛は口封じに女房を手に掛けたあと、仁三を鈴ヶ森へ誘い出して殺害するが、かけつけた古今や彦三から事実を知り、因果の恐ろしさに切腹して果てる。

## 登場人物と配役

### 初演時の配役
- 按摩文弥・堤婆の仁三： 四代目市川小團次（二役早替り）
- 伊丹屋十兵衛： 初代坂東亀蔵
- 文弥姉お菊、十兵衛女房おしず後ニ傾城古今： 四代目尾上菊五郎
- 佐々木桂之助・彦三： 五代目坂東彦三郎
- 尾花才三郎： 初代河原崎権十郎
- 文弥妹おいち： 十三代目市村羽左衛門

### 後代の当たり役
- 文弥・仁三： 六代目尾上菊五郎、十七代目中村勘三郎など
- 伊丹屋十兵衛： 初代中村吉右衛門、八代目松本幸四郎など